# Вромсгоп
Вромсгоп (нід. Vroomshoop) — село в нідерландській провінції Оверейсел. Входить до муніципалітету Твентеранд.
Його площа становить 17,08 км², а населення станом на 2021 рік складало 9.400 осіб.

## Визначні уродженці
- Крістіан Кіст (1986) — нідерландський професійний гравець в дартс

## Галерея

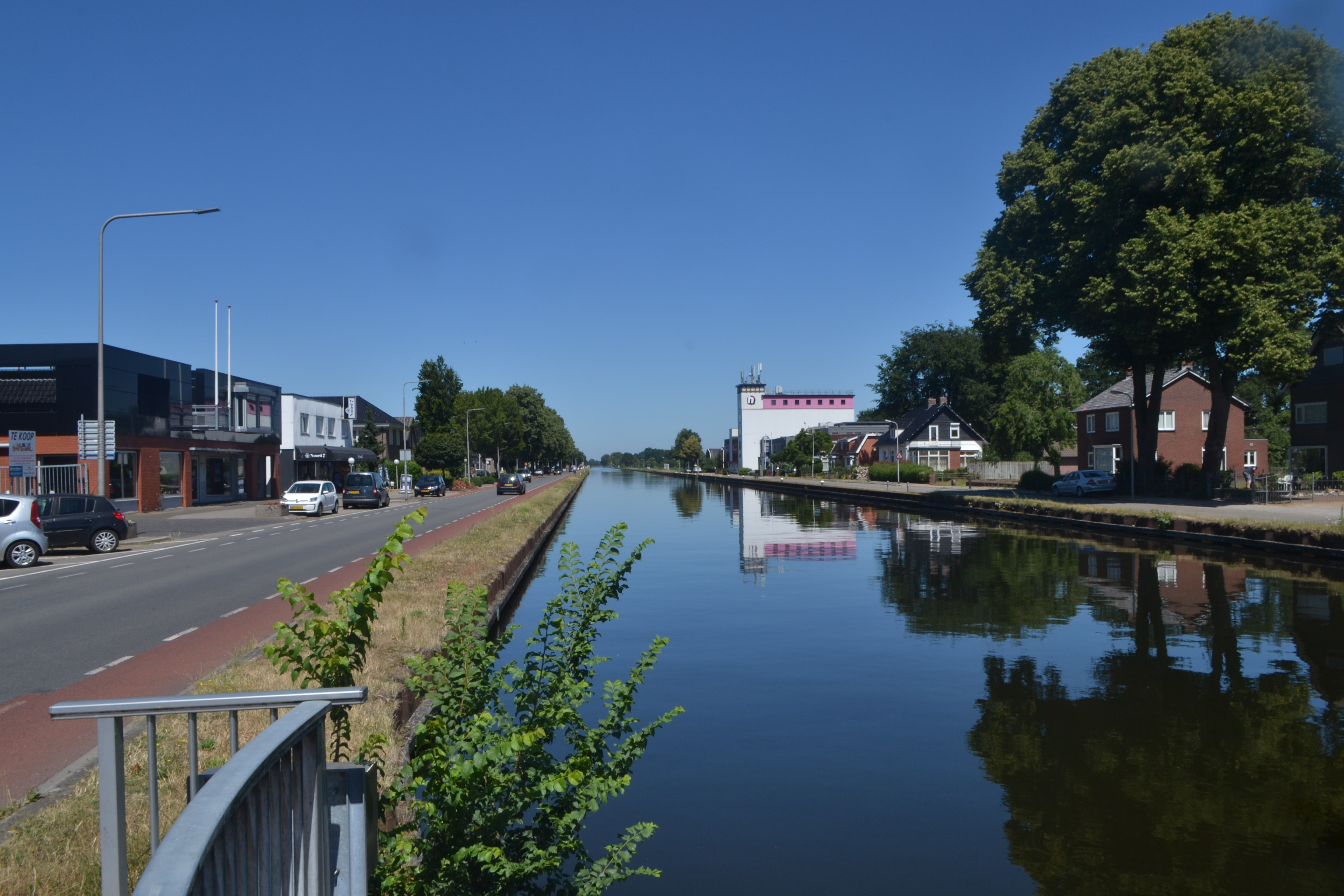
Канал у селі
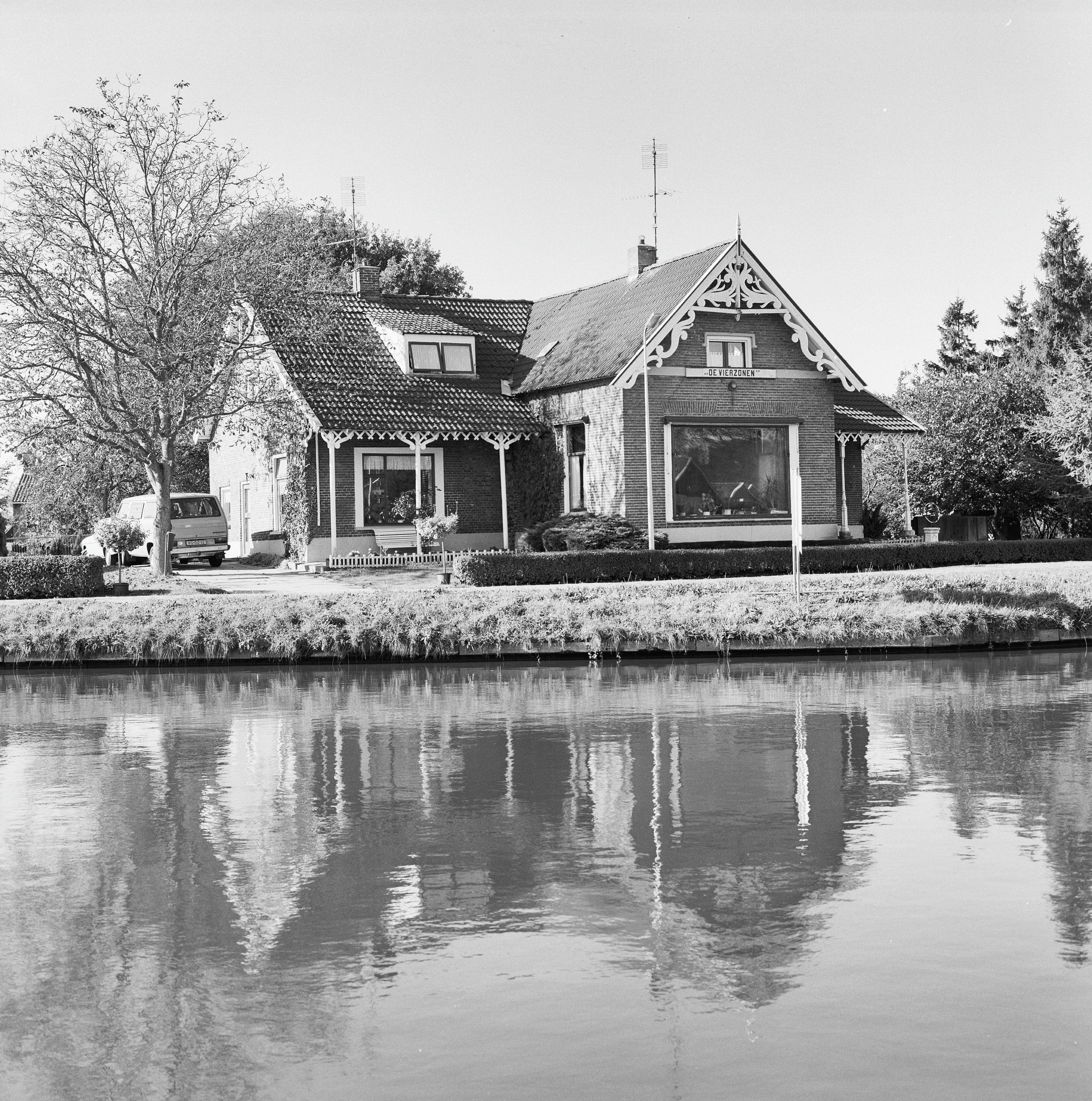
Вілла Вромсгоп
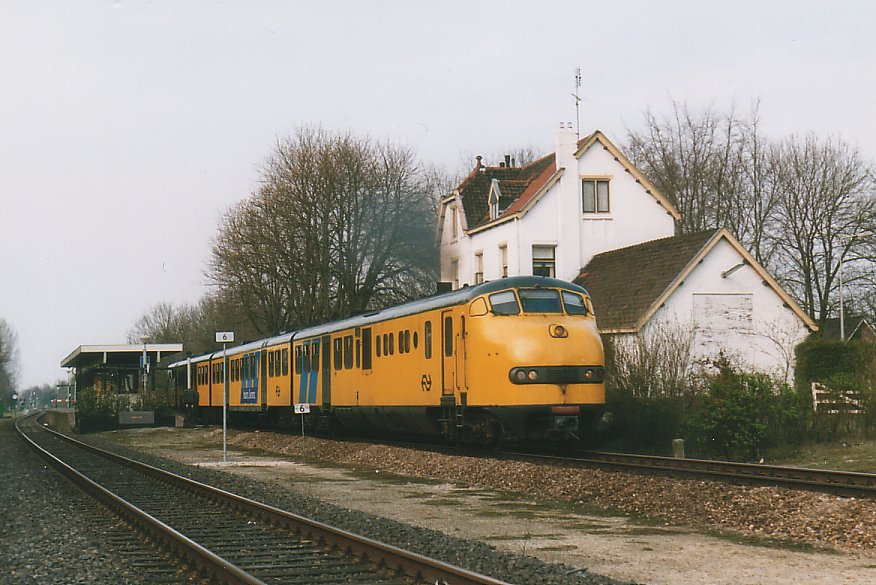
Залізнична станція
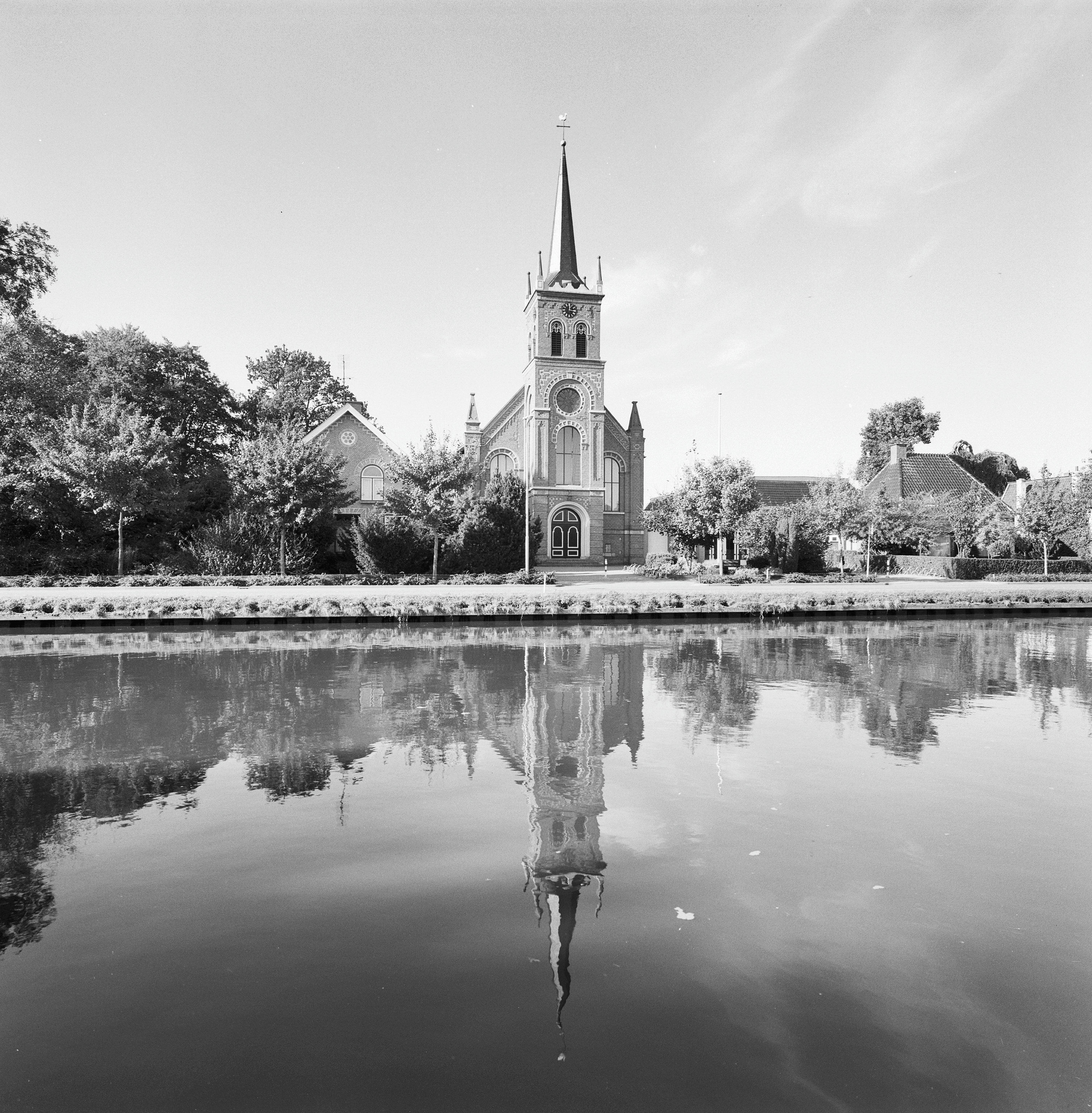
Церква у селі